# Chevrolet Cavalier
La Chevrolet Cavalier était la version de Chevrolet de la plate-forme J-Body de la General Motors, plate-forme qui était aussi utilisée pour les modèles Pontiac J-2000 (plus tard nommée 2000, puis Sunbird et finalement Sunfire), la Cadillac Cimarron, la Oldsmobile Firenza et la Buick Skyhawk en Amérique du Nord. Ailleurs dans le monde, cette plate-forme était utilisée pour les modèles Opel Ascona C, la Vauxhall Cavalier Mk.2, la Holden Camira, la Chevrolet Monza et la Isuzu Aska. La plate-forme J a été introduite en 1981 pour les modèles 1982, et à l'exception de différences cosmétiques, mécaniques et de la discontinuation de certains modèles, la plate-forme fut principalement inchangée au cours des années. La Cavalier était supposée être discontinuée en 2004 mais des retards avec la production de la Chevrolet Cobalt ont fait qu'elle est restée en vente jusqu'en 2005.
La plate-forme J fut d'abord conçue dans les années 1970 alors que le choc pétrolier et la peur d'un gallon d'essence à 3 USD ont forcé les constructeurs à dessiner de nouvelles voitures plus économiques.
La Chevrolet Cavalier a été un des véhicules les plus populaires aux États-Unis et au Canada depuis son introduction en 1981. Elle était abordable, fiable, et elle avait une consommation d'essence très respectable. Les seuls points négatifs de la Cavalier auront été ses mauvais résultats au test de collision et la piètre qualité des matériaux de finition. Cependant, malgré la qualité de la mécanique, la Cavalier avait une réputation de véhicule bas prix.
La Chevrolet Cavalier réapparaît en 2016, en Chine et au Mexique

## Prédécesseurs
La Cavalier a remplacé la Monza en Amérique du Nord. La Monza était disponible en coupé 2 portes, en hayon 3 portes et en break 3 portes (utilisant la même carrosserie que le break Vega, le modèle qu'il a remplacé). La Chevette bon marché a été conservée malgré la baisse des ventes et a été officiellement remplacée par des importations encore plus modestes. Les deux plates-formes précédentes avaient des dispositions propulsion arrière tandis que le nouveau design suivait la tendance de la traction avant, comme dans la Dodge Omni et la Honda Civic. Ford et Chrysler ont également présenté de nouvelles compacts à traction avant. La mission largement réussie de capturer la majeure partie des ventes de compacts domestiques incomberait au Cavalier coupé 2 portes, à la berline 4 portes, au break 4 portes, la berline 3 portes à durée de vie relativement courte (qui a remplacé la Monza Sport 2 + 2 portes à hayon) et, plus tard, un cabriolet 2 portes. La petite Cavalier a même aidé à combler les ventes à la traîne de la compact Citation.

## Première génération (1982-1987)
La Cavalier a été mise en vente pour la première fois en mai 1981 en tant que modèle de 1982 avec traction avant, un choix de moteurs GM 122 avec deux versions de carburateur à quatre cylindres avec poussoir, et une berline à 2 et 4 portes, à hayon, et un style de carrosserie break. Des cabriolets ont été ajoutés en 1983, la production initiale totalisant moins de 1 000. Le nom Cavalier provient de la filiale de GM de l'époque, Vauxhall, qui l'a appliqué aux variantes de l'Opel Ascona conçues par Vauxhall, dont la troisième génération a été la première voiture à carrosserie J à être lancée.
Les Cavalier de 1983 ont offert l'injection de carburant et un moteur V6 est devenu disponible en 1984. Les modèles de 1984 ont reçu un léger lifting avec des quadruples phares. La Z24 a été introduite en 1985 pour les configurations coupé et du hayon de l'année modèle 1986.
La Cavalier au Mexique était identique au Pontiac Sunbird avant que la marque Pontiac n'y soit officiellement introduite en 1992. Après cette période, les Cavalier vendus là-bas comportaient des panneaux de carrosserie de la Sunbird, par opposition aux panneaux de la Cavalier américaine. À partir de 1993, les marques sœurs ont toutes deux été proposées, de la même manière qu'aux États-Unis.

### Moteurs
- 1982 : quatre cylindres en ligne L46 OHV carburé de 1,8 L
- 1983-1986 : quatre cylindres en ligne LQ5 OHV TBI de 2,0 L
- 1987-1989 : quatre cylindres en ligne LL8 OHV TBI de 2,0 L
- 1985-1989 : V6 LB6 OHV MPFI de 2,8 L

## Deuxième génération (1988-1994)
La Cavalier a été restylée en 1987 pour l'année modèle 1988. Le hayon à trois portes a été abandonné, tandis que le coupé, la berline, le break et le cabriolet ont été reportés. La berline et la familiale n'ont pas été modifiées à partir des portes arrière, tandis que l'extérieur du coupé a été entièrement repensé. Cela a abouti à différents modèles de coffre pour le coupé et la berline. Trois niveaux de finition étaient disponibles pour 1988: VL, RS et Z24. Le cabriolet n'était disponible qu'en Z24. La VL et la RS étaient livrés de série avec le moteur L4 OHV 2,0 L OHV, désormais mis à niveau vers le throttle-body injection, ou TBI, produisant 91 ch (67 kW), tandis que le V6 2,8 produisant 127 ch (93 kW) était en option sur la RS et standard sur la Z24. Avec les modèles à deux portes, une transmission manuelle à 5 vitesses était standard et une automatique à 3 vitesses était facultative, cependant l'automatique à 3 vitesses était standard sur les berlines et les breaks. Un tableau de bord électronique était disponible avec les versions RS et Z24.
Pour 1989, la colonne de direction a été repensée. Le nouveau volant à alignement automatique été conçu de manière à réduire les blessures lors d'une collision en se pliant pour s'adapter à la poitrine du conducteur. De plus, les ceintures d'épaule à l'arrière sont devenues la norme sur tous les modèles. Les sièges en tissu personnalisés des RS et Z24 ont reçu un nouveau style de sièges baquets avec appuie-tête intégrés à l'avant. Le V6 en option a été rééquipé à 132 ch (97 kW).
Pour 1990, le moteur de base a été agrandi à un L4 OHV de 2,2 L, et la puissance a augmenté à 96 ch (71 kW). Les ceintures de sécurité automatiques montées sur les portes avant ont été ajoutées en raison de la législation américaine sur les dispositifs de retenue passifs. Le moteur V6 en option a également été mis à niveau vers le V6 de 3,1 L et 142 ch (104 kW). Le cabriolet a été retiré de la disponibilité pour empêcher la concurrence interne avec un cabriolet Beretta prévu. Cependant, le cabriolet Beretta a été mis de côté à la dernière minute, avant qu'un cabriolet Cavalier de 1990 ne puisse être préparé.
La Cavalier de 1991 a obtenu un restylage plus complet qui impliquait des nouveaux capot, pare-chocs, phares, feux arrière, enjoliveurs et un intérieur repensé, mais avec le style de carrosserie restant inchangé. Plus particulièrement, le système de refroidissement a été repensé pour aspirer l'air par le pare-chocs, ce qui lui donne un pare-chocs de style Ford Taurus et un nez sans calandre. Les nouveaux pare-chocs n'étaient pas peints, avec la possibilité de les faire colorer en gris, noir ou blanc; ce dernier n'est disponible que sur les modèles de couleur blanche. La RS et la Z24 ont évité cela par un ensemble de carrosserie de couleur assortie. Les modèles Z24 ont également obtenu les options d'un siège conducteur réglable en hauteur et d'un lecteur CD. La plate-forme et les lignes de finition ont été reportées, tandis que le cabriolet a été ramené au milieu de l'année dans la version RS uniquement avec le V6 standard.
Des changements mineurs pour 1991 comprenaient également un cylindre de serrure de contact Alpha Tech, qui incorporait une clé à deux bits plus grande et plus épaisse par rapport à l'ancien système de cylindre de serrure à un bit utilisé depuis des années. Le système de verrouillage était censé être un moyen de dissuasion plus puissant contre le vol de véhicules, mais des problèmes constants ont été signalés avec le blocage du verrou. Il a été abandonné après l'introduction d'un système amélioré à clé unique à deux bits pour l'année modèle 1995 et sa refonte.
Pour 1992, le moteur standard OHV 2,2 L a adopté le multi-point fuel injection, ou MPFI, pour améliorer la puissance à 112 ch (82 kW), contrairement à la version SFI du 2,2 L de la Chevrolet Corsica. Le cabriolet était désormais disponible dans les versions RS et Z24, avec le V6 en standard dans la Z24 et en option avec la RS. Les freins antiblocage ont été ajoutés en standard, car Delco Moraine avait réussi à développer un système à faible coût. Les serrures électriques étaient également de série et ont été conçues pour se verrouiller automatiquement lorsque la voiture est déplacée en mode Drive, ou si la voiture roule au moins 13 km/h dans les modèles Coupe équipés d'une transmission manuelle.
L'année modèle 1993 a apporté des changements minimes à la gamme Cavalier. Les cabriolets ont reçu une lunette arrière en verre, permettant le dégivrage de la lunette arrière en option. De plus, General Motors a reçu une nouvelle calandre pour la dernière fois sur cette génération de la Chevrolet Cavalier.
Les modèles de 1994 ont également été reportés, car une refonte de la Cavalier était en cours de développement. La version VL a été abandonnée sur le break, tandis que le L4 OHV 2,2 L était désormais converti en version SFI comme sur la Corsica, qui délivrait une puissance de 122 ch (89 kW). Les modifications supplémentaires comprenaient une interface de climatisation légèrement repensée et le système de verrouillage électrique étant à nouveau repensé: les portes se verrouillaient toujours automatiquement une fois mises en mode Drive, mais elles se déverrouillaient également automatiquement lorsque le contact était coupé.

## Troisième génération (1995-2005)
La Cavalier a reçu sa première refonte totale pour 1995, avec des dimensions élargies et un style plus aérodynamique, prenant des repères de conception mineurs de la Chevrolet Camaro de 4e génération. Cependant, certains des éléments du style de base sont restés, tels que la calandre intégrée au pare-chocs, la ceinture de sécurité inclinée des coupés et les pare-chocs de couleur charbon de bois sur certaines voitures de base. Des modèles coupé, berline et cabriolet ont été proposées, mais le modèle break a été abandonné. La voiture avait désormais l'option disponible de roues de 15 ou 16 pouces. En 1997, la Cavalier est devenue la voiture la plus vendue de toute la gamme GM.
Pour la 3e génération, les options de groupe motopropulseur étaient limitées aux moteurs quatre cylindres en ligne. L'option d'un moteur V6, qui était disponible dans la première et la deuxième génération, a été abandonnée et remplacée par un nouveau quatre cylindres de puissance similaire. Les modèles de base et RS conservaient toujours le moteur à quatre cylindres à poussoir de 2,2 L (OHV 2,2 L) des modèles précédents, qui était principalement associé à une transmission automatique à 3 vitesses, mais était disponible avec une transmission manuelle à 5 vitesses dans les modèles à deux portes, en particulier les modèles RS. À partir de 1996, une nouvelle boîte automatique à 4 vitesses était disponible dans toutes les versions. Les cabriolets Z24 et LS utilisaient le moteur LD2 Quad-4 2,3 L en 1995, mais elles ont reçu un nouveau moteur en 1996, le LD9 DACT 2,4 litres. Ce moteur a produisait 152 ch (112 kW) et 210 N m de couple et a été utilisé jusqu'en 2002.
En 2000, la voiture a fait peau neuve avec des phares plus gros et une calandre améliorée, a perdu le badge "CHEVROLET" sur le coffre et a gagné un nouveau badge "CAVALIER" ainsi que de nouveaux enjoliveurs "à cinq branches". Le moteur de 2,4 litres est venu de série avec la transmission manuelle Getrag F23 à 5 vitesses sur les modèles Z24, ou avec la boîte automatique à 4 vitesses en option sur les modèles Z24 et LS. La Z24 n'est venu qu'en modèles coupé à deux portes jusqu'en 2001 et comportait une suspension sport, des pneus de 16 pouces, des roues en alliage et une électronique intérieure améliorée. Elle était esthétiquement peu changé par rapport aux autres modèles sauf un kit d'effets de sol et un becquet arrière plus grand. En 2000, une Z24 berline 4 portes a fait ses débuts, avec la même mécanique mais avec une carrosserie moins sportive. La version Z24 a également reçu plusieurs autres améliorations, notamment une barre stabilisatrice avant plus large et une suspension sport FE2 pour de meilleures caractéristiques de maniabilité et un système de freinage antiblocage ABS moins agressif.
En 2002, la transmission automatique à 3 vitesses a été abandonnée des modèles de base équipés du 2,2 L, et la transmission automatique à 4 vitesses est devenue la principale offre sur toute la gamme, avec la boîte 5 vitesses toujours disponible dans les voitures à 2 portes. En outre, la RS a été remplacée par la gamme LS Sport, qui comprenait des nouveaux moteurs L61 Ecotec (142 ch (104 kW) et 200 N m de couple). Ces moteurs ont amélioré l'économie de carburant, avec la même cylindrée que le 122 GM Pushrod Engine (OHV 2,2 L) tout en conservant la majeure partie de la puissance des anciens moteurs LD9. Les nouveaux moteurs Ecotec ont remplacé le moteur à poussoir 122 GM (OHV 2,2 L) dans les modèles de base en 2003, et sont devenus le seul choix de moteur dans toute la gamme Cavalier jusqu'en 2005, lorsque la Chevrolet Cavalier a été remplacé par la Chevrolet Cobalt.
Un kit de compresseur GM Eaton M45 a également été proposé pour la version Z24. Le kit de compresseur a été développé et testé par General Motors et ne pouvait être installé que chez un concessionnaire GM. Cette mise à niveau a considérablement augmenté les performances en raison d'une pression de 4,7 PSI qui, à son tour, ajouté environ 41 ch (30 kW) et 54 N m d'augmentation de couple; ce qui porte la puissance nominale de la Z24 à environ 193 ch (142 kW) et 264 N m de couple.

### Restylages
La Cavalier de troisième génération a eu deux liftings. Il y en avait un mineur en 1999 avec de nouveaux carénages de pare-chocs avant et arrière qui comprenaient des phares et des feux arrière révisés pour les modèles de 2000. Il y a eu un rafraîchissement plus complet en 2002 pour l'année modèle 2003, qui comprenait une nouvelle conception complète de l'extrémité avant, des feux arrière révisés avec un réflecteur arrière pleine largeur, des nouveaux becquet et pare-chocs arrière.

### Sécurité
La Cavalier de troisième génération a obtenu plusieurs scores faibles aux tests de collision de l'Insurance Institute for Highway Safety et de la National Highway Traffic Safety Administration. De plus, les statistiques sur les risques de décès de l'IIHS ont classé la Cavalier parmi les «taux de décès de conducteurs les plus élevés», avec 150 (quatre portes) à 171 (deux portes) décès de conducteurs en million par année d'immatriculation du véhicule. La moyenne pour la classe de la Cavalier (compacte) était de 103 (quatre portes) à 134 (deux portes) décès de conducteurs en million par année d'immatriculation de véhicule.
L'IIHS a attribué a la Cavalier de 1995-2005 une note globale «médiocre» lors de son essai de collision frontale décalée.
Tests de collision (coupé) de la National Highway Traffic Safety Administration (NHTSA) de 2005:
- Frontal conducteur :
- Frontal passager :
- Latéral conducteur :  *souci de sécurité*
- Latéral arrière passager :
- Tonneau :

Tests de collision (berline) par la National Highway Traffic Safety Administration (NHTSA) de 2002:
- Frontal conducteur :
- Frontal passager :
- Latéral conducteur :  *souci de sécurité*
- Latéral arrière passager :
- Tonneau :

### Toyota Cavalier
La Cavalier a été vendue en Asie à la compagnie Toyota sous le nom Toyota Cavalier. Elle était très semblable à la Chevrolet mais elle avait quand même certaines différences, comme le fait qu'elle était conçue pour être conduite à droite, elle avait un volant et un pommeau en cuir, feux arrière différents, des rétroviseurs électriques (pour les petites rues japonaises), et un tapis pour la porte de la valise. Les pièces de la Toyota Cavalier sont devenues demandées aux États-Unis mais elles sont difficilement trouvables. La Toyota Cavalier a été vendue de 1995 à 2000.
Dans le cadre d'un effort plus large visant à éviter des restrictions supplémentaires sur les exportations vers les États-Unis, le modèle de troisième génération a été brièvement vendu au Japon par Toyota dans le cadre d'un accord avec GM, badgé Toyota Cavalier.
Mis à part le fait qu'il s'agissait d'une conduite à droite, la Toyota Cavalier comportait également un pommeau de levier de vitesses, un volant et un levier de frein de stationnement gainé de cuir, des ailes avant plus larges, des clignotants orange pour la réglementation japonaise, des rétroviseurs latéraux rabattables électriquement, une lumières de clignotants latéraux sur les ailes avant et de la moquette à l'intérieur du couvercle du coffre. Les sièges intérieurs étaient souvent mouchetés de couleur, et les sièges arrière avaient un accoudoir rabattable. Les véhicules produits de février à décembre 1998 étaient disponibles avec un intérieur en cuir équipé d'une transmission automatique uniquement.
Tous les modèles comportaient des roues empruntées a la Pontiac Sunfire. La Toyota Cavalier était disponible dans les niveaux de finition 2.4G et 2.4Z. Alors que toutes les Cavalier badgés Chevrolet ont reçu un lifting pour 2000, la Toyota a fait de même avec console centrale, phares / capot / pare-chocs avant, feux arrière et couleurs disponibles mise à jour. TRD a fabriqué un kit de carrosserie et un aileron arrière pour la Cavalier, disponibles exclusivement au Japon. La voiture été vendue uniquement chez les concessionnaires japonais Toyota Store.
La Cavalier n'était pas le seul produit GM vendu au Japon; la Saturn Series S a été vendue chez les concessionnaires Saturn (certains anciens concessionnaires Isuzu) de 1996 à 2003, et certains magasins Toyota Vista ont également vendu des Saturn.
La Cavalier a été entièrement produite par GM aux États-Unis sur le site de Lordstown Assembly, et vendu de 1995 à 2000. Les Toyota Cavalier de 1996-2000 étaient équipés du moteur LD9 2,4 L, tandis que ceux de 1995 utilisaient le Quad 4 2,3 L. En raison de la cylindrée du moteur et des dimensions de la largeur (1 740 mm pour le coupé, 1 735 mm pour la berline) dépassant les réglementations du gouvernement japonais concernant les dimensions extérieures et la cylindrée maximale du moteur, elle n'était pas considérée comme une "compacte", elle a été vendue comme une "voiture de classe normale" comme la Toyota Mark II et la Nissan Skyline. Les prix commencé à 2 millions de yens pour le coupé et 1,81 million de yens pour la berline. la Toyota Cavalier finale a été importée en 2000.
L'introduction de la Toyota Cavalier n'était pas la première fois que la Cavalier était vendue au Japon. Yanase Co., Ltd., un concessionnaire japonais qui a commencé à importer des véhicules européens et nord-américains peu après la fin de la Seconde Guerre mondiale, a vendu divers produits GM, dont la Cavalier. Lorsque la décision a été prise de vendre la Cavalier en tant que Toyota, cela a perturbé les opérations à Yanase. Lorsque la Toyota Cavalier a été annulé, Yanase a continué de vendre des Chevrolet et d'autres produits GM. Yanase fournit également des services d'entretien complets pour tous les véhicules vendus.
En raison de coûts d'inspection des véhicules plus élevés que la moyenne, bon nombre de ces véhicules sont réexportés en tant que voitures d'occasion japonaises, notamment en Australie et en Nouvelle-Zélande. La production de la Toyota Cavalier a cessé en juin 2000. Bien que Toyota ait déployé des efforts considérables pour vendre la Cavalier sur le marché intérieur, le public japonais a estimé que la qualité de fabrication n'était pas au niveau généralement attendu des voitures construites localement. La voiture a également été introduite alors que les conditions économiques au Japon commençaient à décliner en raison de l'effondrement de la bulle japonaise des prix des actifs ou "économie à bulles" qui s'est terminée au début des années 90.

## Production
La plupart des Cavalier ont été construites à l'usine Lordstown Assembly de Lordstown, Ohio, mais elles ont aussi été produites à l'usine South Gate Assembly (année modèle 1982 uniquement), les usines Lansing Car Assembly (coupés de 1996-1998) et Lansing Craft Centre (cabriolets de 1996-2000) à Lansing, Michigan, Janesville, Wisconsin, à Ramos Arizpe dans l'État de Coahuila au Mexique et à l'usine Leeds Assembly. La production de la Cavalier s'est terminée le 6 octobre 2005 avec les modèles de l'année 2005. La Cavalier a été remplacée par la Cobalt.

## Quatrième génération (2016-)
Chevrolet réintroduit le nom de Cavalier sur une nouvelle berline compacte vendue en Chine, sous la Cruze, le nom chinois étant Chevrolet Kewozi (科沃兹). La Cavalier est présentée au Salon de l'auto Chengdu 2016, le 2 septembre 2016. Elle est développée sur la même plateforme que la première génération de la Chevrolet Cruze, la plate-forme Delta II, et utilise le moteur à quatre cylindres de 1,5 litre qui alimente de nombreux modèles GM en Chine, y compris la Chevrolet Sail. Son prix établit la Cavalier exactement entre la plus petite Sail et la Cruze de deuxième génération plus moderne. Les livraisons ont commencé en septembre, avec près de 10 000 unités vendues au cours de son premier mois, mais il semblerait que la Cavalier cannibalise les ventes de la Cruze de première génération à prix similaire, qui continue d'être vendue en Chine. À partir de 2018, la quatrième génération de Cavalier est également vendue au Mexique sous le même nom, en remplacement de la Chevrolet Sonic. Là, le moteur de 1,5 L produit 108 ch (80 kW) et 141 N m de couple.
La Cavalier a été mise à jour pour l'année modèle 2020 pour le Mexique avec des changements mineurs, en ajoutant trois nouvelles couleurs, un nouveau design en alliage, quatre coussins gonflables et freins ABS, des ceintures de sécurité à trois points, et un contrôle de la stabilité ainsi que des changements mineurs à l'intérieur pour la ligne LT comprenant un 7 Chevrolet myLink 7" et Smartphone Integration pour Apple CarPlay. La Cavalier de 2020 a été mis en vente le 23 septembre 2019.

## Chiffres des ventes aux États-Unis
- 58 904 - 1982
- 268 587 - 1983
- 462 611 - 1984
- 383 752 - 1985
- 432 101 - 1986
- 346 254 - 1987
- 322 939 - 1988
- 376 626 - 1989
- 310 501 - 1990
- 326 847 - 1991
- 225 633 - 1992
- 251 590 - 1993
- 254 426 - 1994
- 151 669 - 1995
- 261 686 - 1996
- 315 136 - 1997
- 238 861 - 1998

Sources: Edmunds.com (1992-98), Autoworld.com (estimation pour 1999).

## Moteurs utilisés
- 1982 : 4 cylindres en ligne OHV 1,8 L double corps de 89 ch (66 kW)
- milieu 1982-1984 : 4 cylindres en ligne OHV 2,0 L double corps de 91 ch (67 kW)
- 1983-1989 : 4 cylindres en ligne OHV TBI 2,0 L de 87 ch (64 kW) (1983-1984), de 89 ch (66 kW) (1985-1986), de 91 ch (67 kW) (1987-1989)
- 1985-1989 : V6 OHV MPFI 2,8 L de 122-132 ch (89-97 kW) (127 ch (93 kW) en 1985, 122 ch (89 kW) en 1986, 132 ch (97 kW) en 1987, 127 ch (93 kW) en 1988 et 132 ch (97 kW) en 1989)
- 1990-1994 : V6 OHV MPFI 2,8 L de 132 ch (97 kW) (Mexique et Venezuela uniquement, la Colombie utilisée une version de 118 ch (86 kW))
- 1990-1991 : 4 cylindres en ligne OHV TBI 2,2 L de 96 ch (71 kW)
- 1990-1994 : V6 OHV MPFI 3,1 L de 142 ch (104 kW)
- 1992-2002 : L4 OHV MPFI 2,2 L de 112 ch (82 kW) (1992-1993), 122 ch (89 kW) (1994-1997, amélioration au SFI en 1994), 117 ch (86 kW) (1998-2002)
- 1995 : Quad 4 DOHC MPFI 2,3 L de 152 ch (112 kW)
- 1996-2002 : L4 DOHC SFI 2,4 L de 152 ch (112 kW)
- 2002-2005 : L4 Ecotec DOHC SFI 2,2 L de 142 ch (104 kW)

## Modèles
- 2 portes de base
- 2 portes Z22
- 2 portes Z24
- 2 portes LS Sport Coupé
- 2 portes RS (Rally Sport) Coupé
- 2 portes décapotable (1984-2000)
- 3 portes hatchback (1981-1987)
- 3 portes hatchback Z24 (1985-1987)
- 4 portes de base (berline ou Sedan en anglais)
- 4 portes LS
- 4 portes LS sport coupé
- 4 portes familiale - Station Wagon (1981-1994)
- 4 portes Z24 (2000-2002)
- 4 portes VL (2000-2002)
- 2 portes Ztype (2003-2005)

## Concepts
General Motors a produit quelques véhicules concepts basés sur la plate-forme J-Body qui ont été vues au spectacle automobile de la SEMA (Specialty Equipment Market Association) en 2001. Les différents conceps incluaient entre autres une Cavalier 220 Sport Turbo Coupé, une Cavalier 263 SS (Super Sport), une Cavalier Z24R, une Cavalier Maui 155, une Cavalier 425 A/FX Drag Car (Course) et la Sunfire HO (High Output) de Pontiac. Ces concepts avaient été produits par la General Motors pour démontrer la flexibilité et la performance de la plate-forme J-Body et pour montrer que les Cavaliers et les Sunfire pouvaient avoir un potentiel bien supérieur à celui d'aller magasiner. Les véhicules concepts de 2001 montraient des moteurs super-chargés, un intérieur redéfini et un style extérieur agressif, ainsi qu'un puissant système de son et de vidéo.